# کولین دیبلی
 کولین دیبلی (انگلیسی: Colin Dibley؛ زاده ۱۹ سپتامبر ۱۹۴۴) یک تنیس‌باز اهل استرالیا است.